# Marko Szewczenko
Marko Szewczenko (ukr. Марко Олександрович Шевченко; ur. 1969) – ukraiński dyplomata, który od 2020 roku jest ambasadorem Ukrainy w Mołdawii.
Ukończył studia historyczne na Uniwersytecie Kijowskim. Od 1994 roku pracuje w dyplomacji ukraińskiej na posadach w ambasadach w Rumunii i Kanadzie oraz w Ministerstwie Spraw Zagranicznych.